# 五部作
五部作（ごぶさく）とは、それぞれ五つに分かれていながら、同じ一つの主題を持つ作品群のこと。ペンタロジー（英：pentalogy）。

## 実例

### 劇・詩
- 平田オリザ
  - ソウル市民五部作 - 「ソウル市民」、「ソウル市民1919」、「ソウル市民昭和望郷編」、「ソウル市民恋愛二重奏」、「サンパウロ市民」

### 小説
- 岩野泡鳴
  - 泡鳴五部作 - 「発展」、「毒薬を飲む女」、「放浪」、「断橋」、「憑き物」
- 中村真一郎
  - 「死の影の下に」にはじまる、城栄を主人公とする五部作
- 早川三代治
  - 「土と人」五部作 - 「根 土と人 第1部」、「処女地 土と人 第2部」、「土から生まれるもの 土と人 第3部」、「生ける地 土と人 第4部」、「地餓ゆ 土と人 第5部」
- 天童荒太
  - 「家族狩り」
- 富島健夫
  - 「青春の野望」五部作
- 吉川英治
  - ひよどり草紙
- 吉村達也
  - 朝比奈耕作シリーズ「新・惨劇の村・五部作」 - 「花咲村の惨劇」、「鳥啼村の惨劇」、「風吹村の惨劇」、「月影村の惨劇」、「最後の惨劇」
- ゲイル・キャリガー
  - 英国パラソル奇譚 - 「アレクシア女史、倫敦で吸血鬼と戦う」、「アレクシア女史、飛行船で人狼城を訪う」、「アレクシア女史、欧羅巴で騎士団と遭う」、「アレクシア女史、女王陛下の暗殺を憂う」、「アレクシア女史、埃及で木乃伊と踊る」
- ジェフリー・バートン・ラッセル
  - 悪魔の概念史に関する五部作 - 「The Devil」、「Satan」、「Lucifer」、「Mephistopheles」、「The Prince of Darkness」
- ジョン・ル・カレ
  - スマイリー五部作 - 「死者にかかってきた電話」、「高貴なる殺人」、「ティンカー、テイラー、ソルジャー、スパイ」、「スクールボーイ閣下」、「スマイリーと仲間たち」
- デイヴィッド・エディングス
  - ベルガリアード物語 - 「予言の守護者」「蛇神の女王」「竜神の高僧」「魔術師の城塞」「勝負の終わり」
  - マロリオン物語 - 「西方の大君主」「砂漠の狂王」「異形の道化師」「闇に選ばれし魔女」「宿命の子ら」

### 映画
- フランソワ・トリュフォー
  - 「アントワーヌ・ドワネルの冒険」五部作 - 「大人は判ってくれない」、「アントワーヌとコレット」、「夜霧の恋人たち」、「家庭」、「逃げ去る恋」
- 深作欣二
  - 「深作オリジナル」五部作 - 「仁義なき戦い」、「仁義なき戦い 広島死闘篇」、「仁義なき戦い 代理戦争」、「仁義なき戦い 頂上作戦」、「仁義なき戦い 完結篇」
- 内田吐夢
  - 「宮本武蔵シリーズ」 - 「宮本武蔵」、「宮本武蔵 般若坂の決斗」、「宮本武蔵 二刀流開眼」、「宮本武蔵 一乗寺の決斗」、「宮本武蔵 巌流島の決斗」
- 河野寿一
  - 「里見八犬伝 五部作」
- SUN IN THE FOREST
- ファンタスティック・ビーストシリーズ

### アニメ
- 真救世主伝説 北斗の拳

### 特撮
- ウルトラセブン誕生35周年“EVOLUTION”5部作